# Štrbovac
Štrbovac (cyr. Штрбовац) – wieś w Serbii, w okręgu pirockim, w gminie Babušnica. W 2011 roku liczyła 52 mieszkańców.